# Јештјед
Јештјед је највиша планина планинског ланца Јештјед–Козаков на северу Чешке Републике, са висином од 1.012 м. Симбол је града Либереца.
На врху се налази ресторан, хотел и телевизијски торањ Јештјед, који је пројектовао Карел Хубачек, до кога се може доћи путем или жичаром. Планина такође има скијалиште. Са врха се пружа поглед на Немачку и Пољску.
Јештјед спада међу најистакнутије и уједно најпознатије планинске врхове Чешке. Видљив је са скоро свих видиковаца јужно од Прага. Сам ланац је одувек био гранично-планински део аристократских поседа. Још почетком 20. века, не само да се граничио са имањима Рохан и Клам–Галас, већ је представљао и етничку границу између чешке енклаве у Подјештедију и становника Либереца, који су већином били Немци. Године 1838. Роханов камен (још увек добро очуван обелиск) подигнут је на врху планине, као спомен на посету Аделе Рохан. Истовремено, обелиск је служио и као граничник. На камену је и даље читљив натпис „ROHANSTEIN“.
2009. године на Јештједу је одржан део Светског првенства у нордијском скијању.

## Локација
Јештјед је највиша планина планинског ланца Јештјед–Козаков у оквиру Бохемијског масива. Источне падине и врх леже на територији општине Либерец, западне падине припадају општини Свјетла под Јештједом.

## Етимологија
Име је вероватно настало од везе старонемачких речи ask и ket, што значи "јасеново брдо" или "јасенова шума". Словенско име је настало постепеним изобличавањем. Чешки назив за планину први пут је забележен 1545. године као Јештјид. Немачки облик имена, Jeschken, први пут се помиње 1565. године.

## Историја
Врх Јештјед је дуго био го. Легенда каже да је ту од давнина стајао дрвени крст, који је 1737. године замењен каменим крстом. Од 19. века планина је била омиљена дестинација Либеречких туриста. Прво место за освежење на врху Јештједа поставили су још 1844. године Хаслерови из Хорног Ханихова. Године 1850. Хеслерови су изградили нову колибу у којој су продавали скромно освежење. Године 1868, уз помоћ становника Либереца, изградили су чврсту зграду која је названа Роханова колиба. Године 1874, ловочувар Хебелт је саградио колибу која је пружала освежење у близини врхова стена; нажалост уништена је у зиму исте године. Крајем 19. века, захваљујући томе што је био масиван, али лако доступан, Јештјед је постао центар интересовања туриста. Љубитељи природе, који су касније основали туристички клуб, изабрали су планину за свој симбол. 
Од 1876. године постоји видиковац, а након што је оригинал престао да постоји, на истом месту је изграђено још неколико кула. Од краја 19. века, чланови Планинарског друштва размишљали су о пространој планинској колиби, која је коначно изграђена по пројекту либеречког архитекте Шафера. Камен темељац једноставне, полудрвене колибе са видиковцем високим 28 метара, постављен је јуна 1906. године, а пола године касније отворена је „Нова Јештједова кућа“. У своје време, зграда је важила за једну од најмодернијих планинских викендица у Аустро-Угарској. Преживела је оба светска рата без веће штете. 1963. године, међутим, изгорела је због непажње.
Некада је до врха Јештједа водила само шумска стаза. Касније је „Хофманова стаза“ постала традиционална стаза успона. Изградња пута је започета у лето 1907. године, а завршена следеће године. Крајем шездесетих година поново је положен пут у горњем делу планине због изградње новог хотела и предајника.
Дана 23. августа 1940, у поноћ, Хајнкел Хе 111 из Друге (Лавовске) ескадриле из Линебурга срушио се у планину близу врха и уништио дугачак појас у шуми. У овој несрећи погинуло је четворо чланова посаде.

## Јештјед торањ
Јештјед торањ је телевизијски предајник на врху планине Јештјед. Висок је 94 м. Израђен је од армираног бетона обликованог у хиперболоидној форми. Архитекта куле је Карел Хубачек коме су помагали Зденек Патрман, ангажован на грађевинској статици, и Отакар Бинар, који је дизајнирао унутрашње опремање. Тиму је требало три године да финализира дизајн структуре (1963–1966). За изградњу ТВ торња, Хубачек је награђен наградом Аугусте Перет. Модерна зграда функционише као осматрачница, трансмисиони торањ, хотел и ресторан.
Хиперболоидни облик је изабран јер природно продужава силуету брда и, штавише, добро одолева екстремним климатским условима на врху планине Јештјед. Торањ се налази на листи чешких споменика културе од 1998. године, а национални споменико културе постаје 2006. године. 2007. године уписан је на Пробну листу светске баштине Унеска.
Дизајн зграде је стварао извесне техничке проблеме за Хубачека и његов тим због климатских услова на врху планине Јештјед. У превазилажењу тих потешкоћа помогли су стручњаци Чехословачке академије наука, Чешког техничког универзитета у Прагу и Либеречког института за текстил и машинство. Технолошка опрема и поступци који су коришћени били су заштићени чехословачким патентима. Свечано полагање камена темељца обављено је 30. јула 1966. године. Генерални извођач радова био је Pozemní stavby из Либереца. Предајник је почео са радом 1. маја 1971. године. Међутим, ентеријер хотела и ресторана завршени су две године касније. 9. јула 1973. свечано је отворен торањ Јештјед. Укупна изградња износила је 64 милиона чехословачких круна (1973. године).
Темељ торња се састоји од кружне армирано-бетонске плоче дебљине 1 метар и пречника 13,40 метара. Темељ је постављен на надморској висини од 1004,75 метара. Носиви елемент конструкције чине два концентрична армирано-бетонска ваљка унутрашњих пречника 4,4 и 12,5 метара (и дебљине зида 30 cm); ужи је висок 42,4 метара, шири (спољни) висок је 22,5 метара. На цевима су појединачни спратови окачени на челичну конструкцију, почев од другог спрата.
У сутерену зграде су машинске просторије и магацини. Први спрат деле административне канцеларије и сала за телевизијски пренос која је повезана са антенским системима на деветом спрату помоћу лифта и степеништа за нужду уграђених унутар централне цеви. Остатак првог спрата заузима кухиња ресторана. На другом спрату се налази тераса за посматрање, бифе и главни улазни хол са рецепцијом. Двораном доминира висеће степениште које води до ресторана за посматрање на трећем спрату.
На четвртом и петом спрату налазе се хотелске собе. Собе на петом спрату су првобитно коришћене као станови за запослене у хотелу и предајнику, али су касније претворене у хотелске апартмане. На шестом и седмом спрату смештена је технологија преноса. Постоји посебно развијена ламинирана облога у облику окретног хиперболоида која штити од екстремних временских услова. На осмом и деветом спрату архитекта је поставио резервоаре са пијаћом водом и резервно батеријско напајање. На десетом спрату је машинска просторија за лифт. Изнад њега је уграђено посебно клатно чије кретање апсорбује попречне вибрације изазване ветром. На горњој страни машинске просторије лифта на десетом спрату уграђена је заварена челична цев, која формира антенски јарбол висок 48 метара. Његова површина је прекривена метализованим алуминијумом, а спирално степениште води горе унутар цеви. На врху јарбола је причвршћен самоносећи ламинатни наставак од 18 метара. Приликом реконструкције предајника 1997. године продужен је за још 3 метра.
Торањ је главни симбол града Либереца. Његова силуета се појављује на регионалној застави и грбу, на логотипу локалног универзитета и на логотипу локалног прволигашког фудбалског клуба ФК Слован Либерец.

## Такмичење "Стотина"
Најчуднији догађај организован у вези са Јештедом било је такмичење "стотина". Циљ учесника био је да се у што краћем року сто пута попну на врх планине. Туристи су веома озбиљно схватали такмичење; нису се пели само стотину пута; чинили су успешне покушаје да добију значке за хиљаду или чак пет хиљада успона, чак и у временима када се већ могло удобно стићи до врха жичаром (после 1933. године).
Пример за те одушевљене туристе дао је Либеречанин Адолф Тренклер, који је 1900. године почео да се свакодневно пење ради мршављења, и постигао невероватних две хиљаде успона. Након што је почетком 20. века завршена изградња велике колибе Јештед, традицију је наставио Немачки планинарски клуб. Сваки такмичар је имао чашу пива са својим именом и бројем остварених успона на шанку на врху Јештједа. Такмичари би добијали значке. Упркос томе што је жичара пуштена у рад 1933. године, напори такмичара нису престајали. 2000. године, након више од пола века, такмичење је обновило Планинарско друштво Јештед–Јизера, а 2003. године званично су проглашени први победници. Њихове значке и чаше за пиво чувају се у хотелу Јештјед.

## Жичара Јештјед
Жичара Јештјед повезује град Либерец са врхом планине Јештјед. Жичаром управљају Чешке железнице. Отворена је 1933. године, а њоме су управљале Чехословачке државне железнице већи део своје историје. Почетком 1970-их година жичара је реконструисана. Поново је отворена у садашњем облику 1975. године. Дана 31. октобра 2021. у несрећи се срушила кабина и један оператер је погинуо због отказивања кочница. Ватрогасци су морали да спасу још четрнаест особа из друге жичаре. Од пада 2021. године систем је затворен на неодређено време.

## Брда за скијашке скокове
На Јештједу се налазе две скакаонице, где је одржано Светско првенство 2009. године, К-134 и К-90. Роман Куделка има брдски рекорд на К-134, са 143 метра. Анси Коивуранта је на К-90 скочио 106,5 метара, што је рекорд на овом брду.